# Rode beryx
De rode beryx (Beryx splendens) is een straalvinnige vissensoort uit de familie van slijmkopvissen (Berycidae). De wetenschappelijke naam van de soort is voor het eerst geldig gepubliceerd in 1834 door Lowe.